# Bukit Alur Siang
Bukit Alur Siang är en kulle i Indonesien.   Den ligger i provinsen Aceh, i den västra delen av landet, 1 500 km nordväst om huvudstaden Jakarta. Toppen på Bukit Alur Siang är 63 meter över havet.
Terrängen runt Bukit Alur Siang är platt.Runt Bukit Alur Siang är det ganska tätbefolkat, med 239 invånare per kvadratkilometer. Närmaste större samhälle är Langsa, 18,8 km norr om Bukit Alur Siang. I omgivningarna runt Bukit Alur Siang växer i huvudsak städsegrön lövskog.